# 역승
역승(典籤)은 한국과 중국의 과거 관직이다. 한국은 조선과 고려 때 역(驛), 관(官) 등을 관장하던 일을 맡았다.